# 手盗型類
手盗型類（しゅとうがたるい、学名 Maniraptoriformes）は、コエルロサウルス類に属する恐竜の一群である。マニラプトル形類とも呼ばれる。

## 概要
特徴は肩の骨格が前後のみならず上下にも動くように進化し腕の可動範囲が広がったこと、手首の骨格が上下のみならず前後にも動くように進化し手の可動範囲が広がったこと、さらに体表の羽毛が正羽（羽軸を持つ羽毛）に進化し羽毛恐竜と化したことである。
ジュラ紀中期にコエルロサウルス類から分岐した。
鳥類的な要素を持つ恐竜の群である。歯を失いクチバシとなったもの、尾が短化し尾羽が生じたものなど形態的な要素の他にも、卵を自らの体で温める鳥類の生態と同じ形をとった化石も発見されている。
こうした特徴や系統関係から、鳥類との比較も行われている。

## 分類体系
- 有羊膜類 Amniota
竜弓類 Sauropsida
爬虫類 Reptilia
双弓類 Diapsida
主竜形類 Archosauromorpha
主竜類 Archosaurs
恐竜類 Dinosaur
竜盤類 Saurischia
獣脚類 Theropoda
テタヌラ類 Tetanurae
コエルロサウルス類 Coelurosauria
手盗型類 Maniraptoriformes